# فرانك إس. فارلي
فرانك إس. فارلي (بالإنجليزية: Frank S. Farley) هو سياسي أمريكي، ولد في 1 ديسمبر 1901 في اتلانتيك سيتي في الولايات المتحدة، وتوفي في 24 سبتمبر 1977 في الولايات المتحدة. حزبياً، نشط في الحزب الجمهوري. وقد انتخب عضو مجلس ولاية نيوجيرسي وانتخب عضو جمعية نيوجيرسي العامة.